# Свято-Троицкий храм (Малое Борисково)
Свя́то-Тро́ицкий храм — трёхпрестольный православный храм в селе Малое Борисково Суздальского района Владимирской области (престолы в честь Живоначальной Троицы, Святителя Димитрия Ростовского Чудотворца, Святителя и Чудотворца Николая).
Был построен в 1861 году на месте прежнего деревянного. Этот храм был пятиглавым, с колокольней, каменной оградой с железными решётками.